# Sarayut Poolsab
Sarayut Poolsab (thailändisch ศรายุทธ พูลทรัพย์, * 19. Februar 1988) ist ein thailändischer Fußballspieler.

## Karriere
Sarayut Poolsab stand bis 2015 bei Bangkok Glass unter Vertrag. Der Verein aus Pathum Thani spielte in der höchsten thailändischen Liga, der Thai Premier League. Die Saison 2013 wurde er an den Zweitligisten Thailand Tobacco Monopoly FC ausgeliehen. Mit dem Klub spielte er in der zweiten Liga, der Thai Premier League Division 1. 2016 wechselte er zum BBCU FC. Mit dem Bangkoker Verein spielte er in der ersten Liga. Hier stand er 2016 siebenmal zwischen den Pfosten. Ende der Saison musste er mit BBCU den Weg in die Zweitklassigkeit antreten. Während der Hinserie 2017 wurde BBCU wegen finanzieller Probleme vom Verband gesperrt. Army United, ein Zweitligist, nahm ihn die Saison 2018 unter Vertrag. Nach Vertragsende wechselte er Anfang 2019 zum Viertligisten Kabin United FC. Der Verein aus Kabin Buri spielte in der vierten Liga, der Thai League 4, in der Eastern Region. 2020 wurde die Saison wegen der COVID-19-Pandemie nach dem zweiten Spieltag unterbrochen. Während der Unterbrechung beschloss der thailändische Verband, dass man nach Wiederaufnahme des Spielbetriebes die Thai League 4 und die Thai League 3 zusammenlegen wird. Die Thai League 3 wurde in sechs Regionen aufgeteilt. Seit September spielte Kabin United in der Thai League 3. Hier trat man in der Eastern Region an.